# Большой Кинель
Большо́й Кине́ль — река в Заволжье, Россия. Приток Самары. Длина — 422 км.
Берёт начало на западных склонах Общего Сырта, в 9 км к юго-востоку от села Алябьево Пономарёвского района, Оренбургской области, впадает в реку Самару с правого берега между городом Кинель и посёлком Алексеевка.

## Этимология
Киңель состоит из слов — тат. кин, в значении широкий/широкая, и тат. ел — река (в полной форме тат. елга).

## География и гидрология
Длина реки — 442 км, общее падение — 265 м, средний уклон — 0,6 %, средняя высота водосбора — 154 м, площадь бассейна — 14900 км². Длина реки в пределах Оренбургской области — 196 км, площадь водосбора — 6986 км², общее падение — 185 м, средний уклон — 0,9 %.
Принимает 196 больших и малых притоков, из которых значительны левые Малый Кинель и Кутулук. Притоки, как и сам Большой Кинель, с повышенной минерализацией воды. Вода жёсткая, по химическому составу гидрокарбонатно-кальциевая. Основные притоки в пределах Оренбургской области: Умирка, Ереуз, Большая Кисла, Мочегай, Савруша, Кондузла.
Бассейн реки асимметричен по форме: правобережье относительно высокое и сильно расчленено; рельеф левобережья отличается мягкостью очертаний и меньшей расчленённостью. Грунты глинистые и суглинистые, растительность степная и лесостепная.
Долина реки хорошо выражена, трапецеидальная, шириной в верховье 1,5−2 км, в нижнем течении — 7−8 км. Склоны долины сложены суглинистым грунтом, по правому склону отмечены обнажения скальных пород.

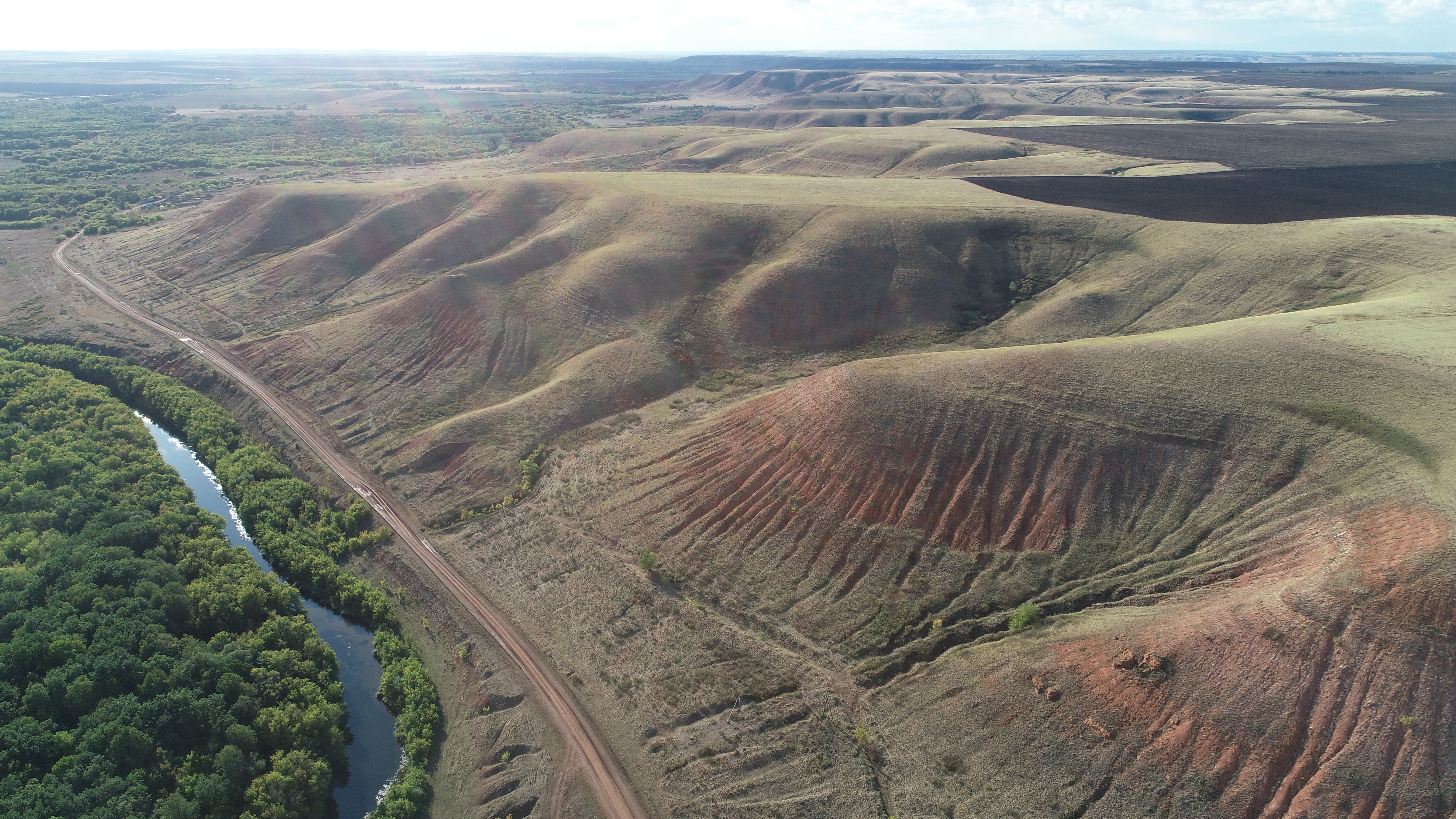
Яр на правом берегу реки в 1 км к северо-востоку от села Верхнезаглядино

Пойма высокорасположенная, преимущественно двухсторонняя, ширина её варьирует в значительных пределах: до впадения р. Ереуз — 0,7—1 км, на остальном протяжении от 2—4 км. Поверхность поймы сильно пересечена озёрами и старицами. От истока до р. Бол. Кисла пойма луговая, открытая, на остальном протяжении либо кустарниковая, либо лесная. Грунт поймы супесчаный, встречается глинистый и суглинистый. В высокое половодье − пойма затапливается на глубину 1−3 м, в обычное − лишь её пониженные участки. Продолжительность затопления в верхнем течении 1−6 дней, в среднем 11−20 дней.
Русло реки извилистое. От истока до 270 км река мелководна, шириной 10−30 м, глубиной около 1,0 м. После впадения р. Мочегай, водность реки значительно увеличивается: средняя ширина 35−50 м, средняя глубина − 2−4 м. Скорость течения на плесах изменяется от незначительных пределах до 0,2 м/сек, на перекатах от 0,6 до 1,1 м/сек. Берега реки Большой Кинель заросшие тростником. Преобладающая высота берегов 2−4 до 6 м. Дно реки ровное, песчаное, на перекатах галечное, на плесах заиленное.
Питание осуществляется в основном за счёт атмосферных осадков, летом сильно мелеет.
В среднем течении Большого Кинеля расположены города Бугуруслан, Похвистнево, Отрадный, а также крупное село Кинель-Черкассы. Город Кинель и посёлок Усть-Кинельский находятся при впадении Большого Кинеля в Самару в 15 км восточнее города Самара.

## Притоки
км от устья
- 25 км: Бурачка
- 38 км: Запрудка
- 57 км: Сарбай
- 68 км: Кутулук
- 88 км: Черновка
- 132 км: Малый Кинель
- 164 км: Саврушка
- 188 км: Шарла
- 202 км: Егинская
- 203 км: Аманак
- 209 км: Чекала
- 218 км: Кутлугуш
- 226 км: Камышла
- 228 км: Савруша
- 231 км: Ялга Лей
- 253 км: Кармалка
- 256 км: Турхановка
- 257 км: Кондузла
- 260 км: Мочегай
- 271 км: Грязнуха (Поникла)
- 280 км: Козловка
- 284 км: Петровская
- 293 км: Большая Кисла
- 302 км: Зерекла
- 319 км: Башкирка
- 323 км: Дубовый
- 325 км: Ереуз
- 336 км: Харитоновка
- 342 км: Яновка
- 371 км: Камышла
- 371 км: Умирка
- 375 км: Лоренка
- 387 км: Кармалка
- 397 км: Салынка
- 407 км: Мартаза
- 408 км: Кульчумка
- 422 км: Су-Елга